# Stegsholm
Stegsholm este o arie protejată (arie specială de conservare — SAC, sit de importanță comunitară — SCI) din Suedia întinsă pe o suprafață de 108,9 ha, integral pe uscat.

## Localizare
Centrul sitului Stegsholm este situat la coordonatele 59°06′30″N 18°15′01″E / 59.1084°N 18.2504°E.

## Înființare
Situl Stegsholm a fost declarat sit de importanță comunitară în ianuarie 1998 pentru a proteja un număr necunoscut de specii din flora spontană și fauna sălbatică aflate în arealul zonei. Situl a fost protejat și ca arie specială de conservare în martie 2011.

## Biodiversitate
Situată în ecoregiunile boreală și marină baltică, aria protejată conține 4 habitate naturale: Pajiști fino-scandinave uscate până la mezice, bogate în specii de altitudine mică, Pășuni de coastă din Baltica boreală, Pășuni din zone de pădure fino-scandinave, Lagune de coastă.
La baza desemnării sitului se află un număr nedeclarat de specii protejate.